# Sinking Spring (Pensilvânia)
Sinking Spring é um distrito localizado no estado norte-americano de Pensilvânia, no Condado de Berks.

## Demografia
Segundo o censo norte-americano de 2000, a sua população era de 2639 habitantes.
Em 2006, foi estimada uma população de 3504, um aumento de 865 (32.8%).

## Geografia
De acordo com o United States Census Bureau tem uma área de
3,5 km², dos quais 3,5 km² cobertos por terra e 0,0 km² cobertos por água. Sinking Spring localiza-se a aproximadamente 81 m acima do nível do mar.

## Localidades na vizinhança
O diagrama seguinte representa as localidades num raio de 4 km ao redor de Sinking Spring.